# Kuwait nos Jogos Olímpicos de Verão de 2004
Kuwait competiu nos Jogos Olímpicos de Verão de 2004, em Atenas, na Grécia.